# Bosgeelvlekbladjager
De bosgeelvlekbladjager (Dioctria linearis syn. Dioctria cingulata) is een vliegensoort uit de familie van de roofvliegen (Asilidae). De wetenschappelijke naam van de soort is voor het eerst geldig gepubliceerd in 1787 door Johann Christian Fabricius.

## Beschrijving
De vlieg heeft een lichaamslengte van 8 tot 12 millimeter. De buik van deze soort is voornamelijk zwart maar met oranje kant vlekken en vaak oranje banden op de tergieten. De voorste en middelste poten zijn geheel geel en de achterpoten zijn geel met zwart.

## Voorkomen
De soort komt voor in België, Bulgarije, Denemarken, Duitsland, Verenigd Koninkrijk, Frankrijk, Italië, het voormalige Joegoslavië, Nederland, Oostenrijk, Oost-Europa, Polen, Roemenië, Zwitserland, Tsjechië / Slowakije en Hongarije.
Deze vlieg is het meest te vinden in droge bossen op lage kruidachtige planten op schaduwrijke zonnige plekken en vliegt van half mei tot half augustus.

## Media

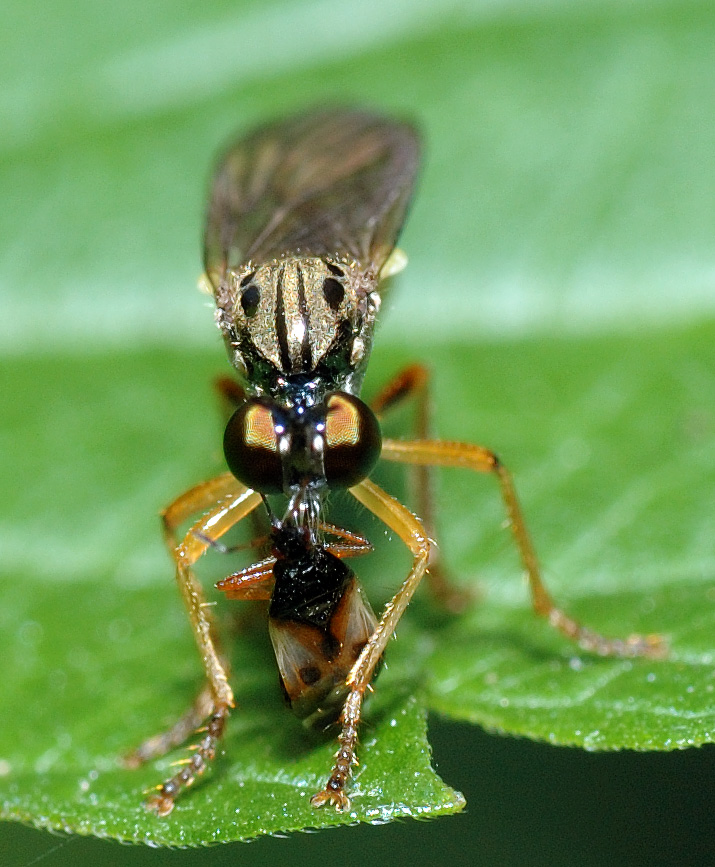
voorkant
- jagend
- met prooi